# Кордейру, Вашку
Вашку Кордейру (порт. Vasco Cordeiro; род. 28 марта 1973, Ковоада) — португальский государственный и политический деятель. Член Социалистической партии, занимавший должность президента регионального правительства Азорских островов с 2012 года после победы его партии на региональных выборах до 2020 года. С 2022 по 2025 год был председателем Европейского комитета регионов.

## Биография
Родился в фрегезии Ковоада в 6 километрах к северо-западу от Понта-Делгада. Жил в семье фермеров среднего класса, был младшим из трех сыновей Луиша и Лурдес Кордейру.
Cостоял в Ассоциации скаутов Португалии и местном хоре. Помимо музыки, после школы активно занимался театром и литературой: его мать была сценаристом драм и комедий, и он вместе со своими друзьями играл эти роли по всему острову.
Продолжал интересоваться музыкой, даже когда изучал право на юридическом факультете в Коимбрском университете, где стал частью Grupo de Fados de Coimbra Alta Medina. Исполнял песню Balada da Despedida во время ежегодного фестиваля Queima das Fitas (1990—1995).
Вернулся на Азорские острова в 1995 году и начал заниматься юридической практикой, одновременно вступив в организацию «Социалистическая молодежь». Проводил кампанию в 1996 году и быстро завоевал симпатии людей.
Имея степень аспиранта в области регионального права (полученную благодаря партнёрству между Азорским университетом и юридическим факультетом Лиссабонского университета), с 1998 по 2001 год работал юрисконсультом в Ассоциации сельскохозяйственной молодежи Сан-Мигеля. Защитил диссертацию на тему «Роспуск государственных органов в автономных регионах» (1998 год), а затем начал стажировку в Португальской коллегии адвокатов, написав диссертацию на тему «Краткие заметки о профессиональной этике юристов». Продолжал юридическую практику с 1995 по 2003 год, дополняя её преподаванием философии в 11-м классе в средней школе в Понта-Делгада.
Был президентом «Социалистической молодежи» с 1997 по 1999 год, заняв в 1996 году место в региональном законодательном собрании Азорских островов . Возглавлял представительство своей партии в ассамблее с ноября 2000 года по декабрь 2003 года. Оставил свою работу в качестве юридического консультанта и заменил Рикарду Родригеша, который ушел в отставку после скандала, на посту министра сельского хозяйства и рыболовства. В следующем году исполнял обязанности регионального секретаря и отвечал за экономику во время президентства Карлуша Сезара.
На региональных выборах 2012 года был избран с большим количеством голосов и депутатов, чем его предшественник в 1996 году, когда Социалистическая партия сменила социал-демократическое правительство Жуана Бошку Моты Амарала.

## Личная жизнь
Во время выборной кампании встретил Паулу Кристину, старшего члена экипажа SATA Air Açores, на которой позже женился в 2008 году. У них двое детей, Томаш, родившийся в 2010 году, и Антониу, родившийся в 2013 году.